# Arcángel Miguel (Supernatural)
El Arcángel Miguel es el nombre de uno de los nuevos personajes de la 5 temporada de la serie de Supernatural ("Sobrenatural" en España), Es el comandante del Ejército de Dios y uno de los Arcángeles junto a Gabriel, Rafael y anteriormente Lucifer. Aparece en el capítulo 13 de la quinta temporada, dentro del cuerpo de un joven John Winchester. Su verdadero Ente es Dean.

## Características
Como dice la Biblia, Miguel es, junto a Gabriel y Rafael, un Arcángel, 
y es el encargado de derrotar a Lucifer ya que este es su eterno némesis. Cuando Lucifer desobedeció a Dios al no querer inclinarse ante la humanidad, Dios le ordenó a Miguel que le diera a Lucifer el castigo merecido por su vanidad y orgullo, y con su poder lo arrojo al infierno.
Poco después, Lucifer convirtió a una humana llamada Lilith en un demonio, desafiando abiertamente a Dios, así que Miguel, por órdenes de este, levantó los sellos que mantuvieron cautivo a Lucifer en el infierno por más de 2.000 años.
Tiempo después, por causas desconocidas, Dios abandono el cielo para descender a la Tierra y cortó toda comunicación con los Angeles desde ese momento, por lo que algunos como Rafael llegaron a pensar que había muerto. Así que, desde ese momento, Miguel se convirtió en el indiscutible gran poder en el cielo, ya que es el único capaz de superar y vencer a Lucifer.
Siglos más adelante, cuando los ángeles se enteraron del plan de Azazel para liberar a Lucifer, vieron esto como una excelente oportunidad para acabar con Lucifer y sus demonios de una vez por todas y crear un paraíso en la Tierra, por lo que no hicieron nada para alertar a Azazel y a Lilith de que ellos estaban al corriente de su plan. Tampoco hicieron nada para detenerlo al enterarse de que Dean, que había sido enviado al infierno, había roto el primero de los sellos que liberarían a Lucifer. Miguel ordenó su rescate para poder estar listo cuando el Apocalipsis diera inicio, y usar a Dean como ente y vencer a Lucifer.
Cuando, finalmente, Lucifer es liberado, Zachariah le pide a Dean ser el recipiente de Miguel para que este mate al Diablo. Sin embargo, Dean sabe que si lo hace, la pelea entre Miguel y Lucifer será tan grande que acabara con la mitad del planeta, y se niega. Así que actualmente Miguel está en el cielo esperando el "Sí" de Dean para pelear contra Lucifer. Más adelante se le ve usando el cuerpo de Adam Winchester(un medio hermano de Sam y Dean por parte de su padre)ya que al tener la misma ascendencia de Sam y Dean su cuerpo era apto para ser usado por Miguel.
Antes de la batalla final, él desaparece porque Castiel le tira una bomba con fuego bendito, pero, más tarde, vuelve y trata de persuadir a Sam, que estaba poseído por Lucifer, para que no salte a la jaula (ya que era su misión destruir a Lucifer). Antes de que Sam caiga, lo agarra por un brazo cayendo a la jaula junto a él.

## Poderes y habilidades
Miguel es el arcángel más poderoso, superando incluso a su hermano menor, Lucifer, y es superado solo por Dios, la oscuridad y la Muerte, y es uno de los 5 poderes más grandes en el Universo (Dios, oscuridad, Muerte, Miguel, Lucifer). Él es el ángel más poderoso de Supernatural, tal es su poder que los ángeles están muy confiados sobre su victoria en el apocalipsis, de hecho el propio Lucifer admite en el episodio The End que Miguel es un adversario temible, Castiel, lo describe como inimaginablemente más poderoso que Rafael. Recientemente se pudo ver que posee el poder de matar a los ángeles con solo su toque, además tiene el poder de mandar a cualquier ángel al cielo con solo un chasquido de sus dedos.
- Desterrar a los ángeles y dioses paganos con un chasquido de dedos
- Superfuerza
- Exortizar demonios
- Destrozar recipientes
- Omnipotencía relativa.